# Treinta&Seis
Anteriormente conocida como 36 grados, Treinta&Seis es una compañía audiovisual de la ciudad de Medellín fundada por Harold Jiménez, Lucas “Spot” Flaco, Juan Pablo Valencia y Álex Sánchez. Cuentan con diferentes videos que superan los mil millones de reproducciones en YouTube, entre ellos Mi Gente, Ay Vamos de J Balvin y Hasta el Amanecer de Nicky Jam.
Actualmente cuenta con sedes en la ciudad de Medellín y Miami.[cita requerida]

## Historia
Treinta&Seis nace en el año 2011 debido a la necesidad de crear una productora de videos para el género urbano que estaba creciendo en la ciudad, nace luego de que sus miembros fundadores se reunieran para la creación de un video para el artista paisa Shako llamado Amor de Verano, este video nunca fue estrenado. Luego el equipo fue contactado para realizar el videoclip de la canción Cripy Cripy Remix de los artistas Yandar & Yostin, este es considerado el primer videoclip de la empresa. El nombre de la empresa proviene de que este primer video tomó 36 horas para ser completado, desde que fueron contactados hasta que dijeron corte.[cita requerida]

## Videoclips
| Artista                                                               | Video                  | Director           | Año  |
| --------------------------------------------------------------------- | ---------------------- | ------------------ | ---- |
| Alejandro Sanz & Danny Ocean                                          | Correcaminos           | Paloma Valencia    | 2023 |
| Don Omar                                                              | Sincero                | Harold Jiménez     | 2022 |
| Maluma                                                                | Cositas de la USA      | Harold Jiménez     | 2022 |
| JP Saxe                                                               | When You Think Of Me   | Paloma Valencia    | 2022 |
| Sebastián Yatra                                                       | Dos Oruguitas          | Paloma Valencia    | 2022 |
| Anitta & Justin Quiles                                                | Envolver Remix         | Paloma Valencia    | 2022 |
| Piso 21 & Manuel Turizo                                               | Los Cachos             | Juan Felipe Zuleta | 2022 |
| Maluma                                                                | 7 días en Jamaica      | Harold Jiménez     | 2021 |
| Maluma                                                                | Chocolate              | Harold Jiménez     | 2021 |
| Maluma                                                                | Agua de Jamaica        | Harold Jiménez     | 2021 |
| Maluma Feat. Charly Black                                             | Love                   | Harold Jiménez     | 2021 |
| Maluma Feat. Ziggy Marley                                             | Tonika                 | Harold Jiménez     | 2021 |
| Maluma                                                                | Peligrosa              | Harold Jiménez     | 2021 |
| Maluma                                                                | La burbuja             | Harold Jiménez     | 2021 |
| Maluma                                                                | Desayun-arte           | Harold Jiménez     | 2021 |
| Anitta                                                                | Envolver               | Harold Jiménez     | 2021 |
| Pipe Bueno & Maluma                                                   | Tequila                | Harold Jiménez     | 2021 |
| J.Balvin, Karol G, Nicky Jam, Crissin, Totoy El Frio, Natan & Shander | Poblado Remix          | Harold Jiménez     | 2021 |
| Greeicy & Mike Bahia                                                  | Att: Amor              | Paloma Valencia    | 2021 |
| Mike Bahía                                                            | La Rutina              | Paloma Valencia    | 2021 |
| Myke Towers                                                           | Girl                   | Harold Jiménez     | 2020 |
| Mau y Ricky                                                           | Me enamora             | Harold Jiménez     | 2020 |
| Cali Y El Dandee & Sebastián Yatra                                    | Locura                 | Harold Jiménez     | 2020 |
| Tainy & J. Balvin                                                     | Agua                   | Harold Jiménez     | 2020 |
| Maluma                                                                | Medallo City           | Harold Jiménez     | 2020 |
| Piso 21 & Maluma                                                      | Más de la una          | Paloma Valencia    | 2020 |
| ChocQuibTown                                                          | Vuelve                 | Paloma Valencia    | 2020 |
| Ovy on the Drums & Mau y Ricky                                        | Sigo buscándote        | Paloma Valencia    | 2020 |
| Luis Fonsi                                                            | Sola                   | Harold Jiménez     | 2019 |
| Silvestre Dangond & Maluma                                            | Vivir Bailando         | Harold Jiménez     | 2019 |
| Mike Bahía & Ovy on the Drums                                         | La lá                  | Harold Jiménez     | 2019 |
| David Bisbal & Juan Magán                                             | Bésame                 | Harold Jiménez     | 2019 |
| Greeicy & Juanes                                                      | Minifalda              | Harold Jiménez     | 2019 |
| Manuel Turizo & Anuel AA                                              | Te quemaste            | Harold Jiménez     | 2019 |
| Guaynaa & Yandel                                                      | Full Moon              | Harold Jiménez     | 2019 |
| Piso 21 & Myke Towers                                                 | Una vida para recordar | Paloma Valencia    | 2019 |
| Luis Fonsi                                                            | Sola                   | Paloma Valencia    | 2019 |
| Sebastián Yatra, Federico y Eduardo Moreno                            | Respiro                | Paloma Valencia    | 2019 |
| J Balvin, Jeon, Anitta                                                | Machika                | Harold Jiménez     | 2018 |
| Anitta                                                                | Medicina               | Harold Jiménez     | 2018 |
| David Bisbal & Greeicy                                                | Perdón                 | Harold Jiménez     | 2018 |
| CNCO & Prince Roy                                                     | Llegaste tú            | Harold Jiménez     | 2018 |
| Piso 21 & Micro TDH                                                   | Te vi                  | Harold Jiménez     | 2018 |
| Piso 21                                                               | La vida sin ti         | Harold Jiménez     | 2018 |
| Becky G & Paulo Londra                                                | Cuando Te Besé         | Paloma Valencia    | 2018 |
| Piso 21 & Paulo Londra                                                | Te Amo                 | Paloma Valencia    | 2018 |
| Willy William                                                         | La La La               | Paloma Valencia    | 2018 |
| Morat                                                                 | Yo no merezco volver   | Paloma Valencia    | 2018 |
| Yandel feat J Balvin                                                  | Muy Personal           | Harold Jiménez     | 2017 |
| Bomby & Donkirap                                                      | Estamos Melos          | Paloma Valencia    | 2017 |
| Yandar & Yostin                                                       | Cripy Cripy            |                    | 2014 |

## Documentales
| Documental                               | Director       | Año  | Ref    |
| ---------------------------------------- | -------------- | ---- | ------ |
| The Making of 7 Días en Jamaica (MALUMA) | Harold Jiménez | 2021 | [ 14 ] |

## Comerciales
| Comercial                                         | Director           | Año  | Marca   |
| Rappi Hero                                        |                    | 2022 | Rappi   |
| Maluma x GEF - El arte de los sueños Fashion Film | Juan Felipe Zuleta | 2022 |         |
| #ATuRitmo - Bronzini Active                       | Paloma Valencia    | 2021 |         |
| Sebastián Yatra, Federico y Eduardo Moreno        | Paloma Valencia    | 2022 | Leonisa |
| Toma Águila o,o entre tragos                      | Harold Jiménez     | 2021 | Bavaria |
| HATSU – BEYOND COLOR                              |                    | 2019 |         |